# 3749 Balam
A 3749 Balam (ideiglenes jelöléssel 1982 BG1) a Naprendszer kisbolygóövében található aszteroida. Edward L. G. Bowell fedezte fel 1982. január 24-én.